# Vojnik (Eslovênia)
Vojnik (em alemão:  Hoheneck) é um município da Eslovênia. A sede do município fica na localidade de mesmo nome.
|  |